# Johann Michael Feneberg

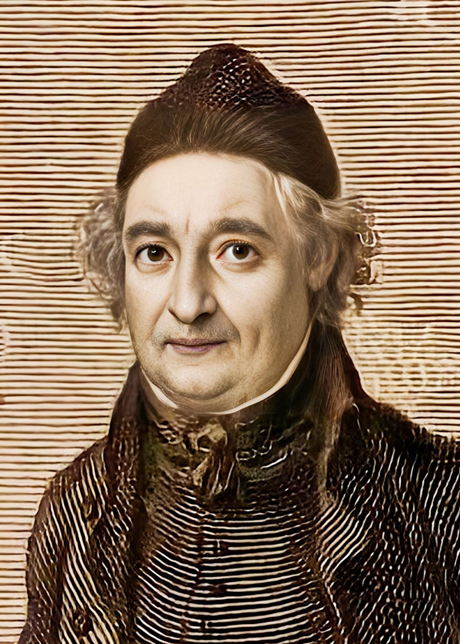
Johann Michael Feneberg auf einem von einem Gemälde von Konrad Huber inspirierten Stich.

Johann Michael Nathanael Feneberg (* 9. Februar 1751 in Oberdorf im Allgäu; † 12. Oktober 1812 in Vöhringen) war ein römisch-katholischer Priester und Theologe, der als Professor im 1809 zerstörten Jesuitengymnasium St. Paul in Regensburg sowie am Gymnasium in Dillingen lehrte. Er war ein Weggefährte von Johann Michael Sailer und einer der Hauptvertreter der katholischen Allgäuer Erweckungsbewegung. Auf Feneberg geht der erste Lehrplan in deutscher Sprache für eine Regelschule zurück (1789).

## Leben
Johann Michael Nathanael Feneberg wurde am 9. Februar 1751 als zweites von insgesamt 21 Kindern in eine bäuerliche Familie in Oberdorf im Allgäu geboren. Sein nach 15 Ehejahren verwitweter Vater Matthäus Feneberg, der gebürtig aus Albrechts bei Obergünzburg kam und sich als Bräuknecht verdient gemacht hatte, hatte nach dem Tod seiner ersten Frau die deutlich jüngere Wirtstochter Maria Anna Niebele (1726–1785) geheiratet. Als der ihnen zweitgeborene Junge gerade einmal acht Jahre alt war, entzündete sich am Abend des 16. Oktober 1759 aufgrund einer wiederholten Unachtsamkeit der häuslichen Magd, die bei Kerzenlicht den Flachs gereinigt hatte, der elterliche Hof. Infolgedessen gerieten durch den stark wehenden Wind 24 benachbarte Häuser in Brand und wurden vollständig zerstört. Die für die Misere Verantwortliche konnte gerade noch die schlafenden Bewohner des Ortes alarmieren und somit vor dem sicheren Tod bewahren, ehe sie nur wenige Jahre später, von Gewissensbissen geplagt, verstarb.

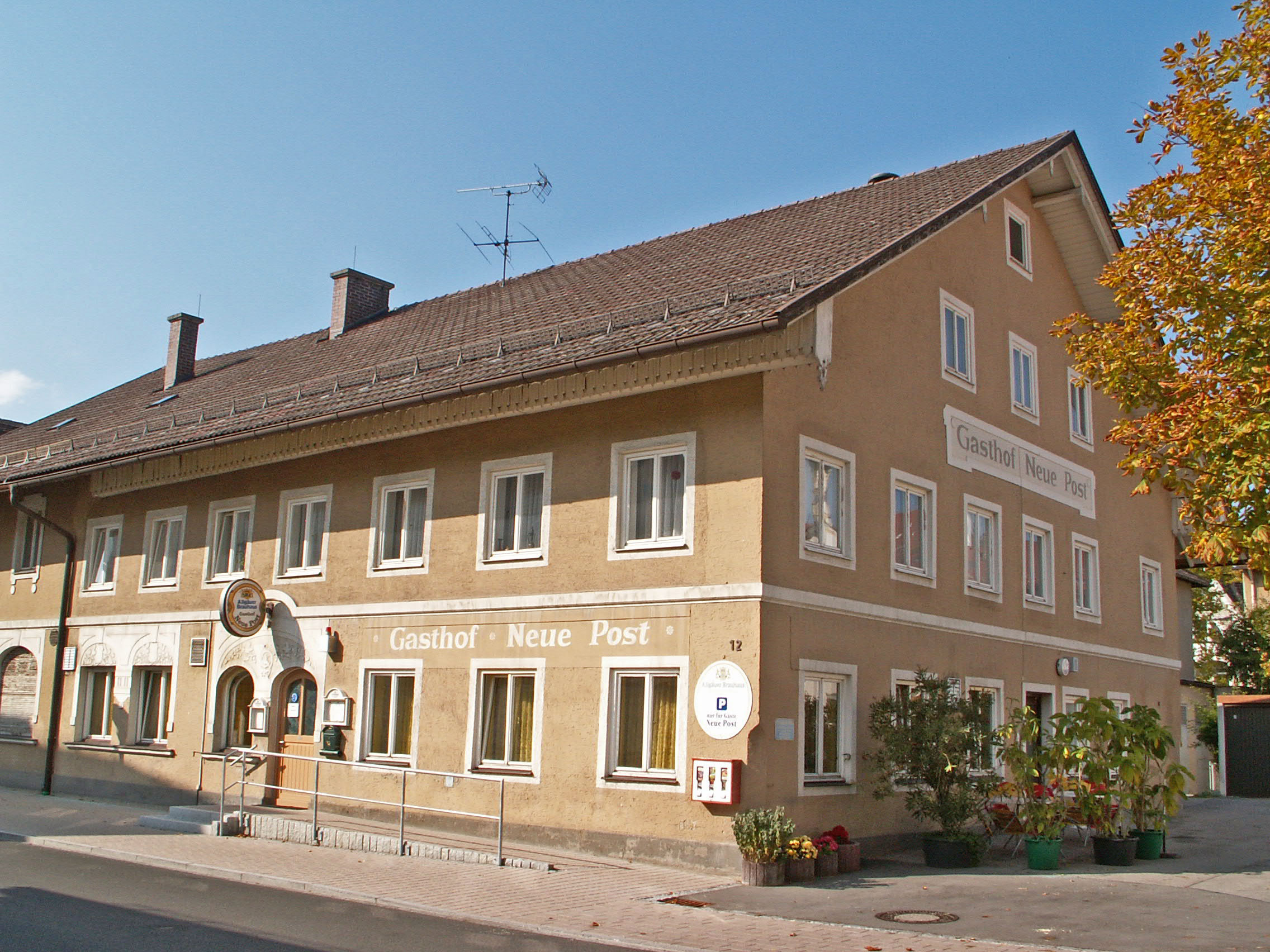
Nachfolgebau des Geburtshauses von Feneberg in Marktoberdorf.

Trotz der Armut der kinderreichen Familie ermöglichten es ihm ein Stipendium sowie die in Kauf genommenen Geld-Einbußen der Eltern, ab 1762 im nahen Kaufbeuren die Lateinschule zu besuchen. Nach knapp zwei Jahren zog es den Jugendlichen ans Augsburger Jesuitenkolleg St. Salvator. In dieser Zeit starb der Vater. Sein Sohn Hansmichel entwickelte sich unter der Aufsicht der Societas Jesu von einem lebhaften Jungen zu einem wissbegierigen Intellektuellen. Sein Alltag während der fünf Jahre auf dem Kolleg war bestimmt von einem straffen 16-Stunden-Tag, ausgefüllt mit altphilologischem und theologischem Unterricht sowie dem Sich-Einleben in das Stundengebet und in die ignatianische Spiritualität.
Diese Prägungen des angehenden Geistlichen setzten sich auch mit dem Eintritt Fenebergs ins Noviziat der Oberdeutschen Jesuitenprovinz fort, die damals nahezu den gesamten süddeutschen Raum umfasste. Im Noviziat in Ingolstadt lernte er 1770 einen lebenslangen Freund kennen: seinen Namensvetter und Gesinnungsgenossen Johann Michael Sailer, den späteren Bischof von Regensburg. Beide kamen durch den ihren Orden und die Universität Ingolstadt mit liberaleren Gedankenströmungen in Berührung, die seitens der staatlichen und kirchlichen Obrigkeit zunehmend mit Misstrauen beäugt wurden. Die Jesuiten wurden wegen ihres gesellschaftlichen und politischen Einflusses beargwöhnt. Papst Clemens XIV. hob mit seinem Breve Dominus ac Redemptor vom 21. Juli 1773 schließlich den Orden auf.

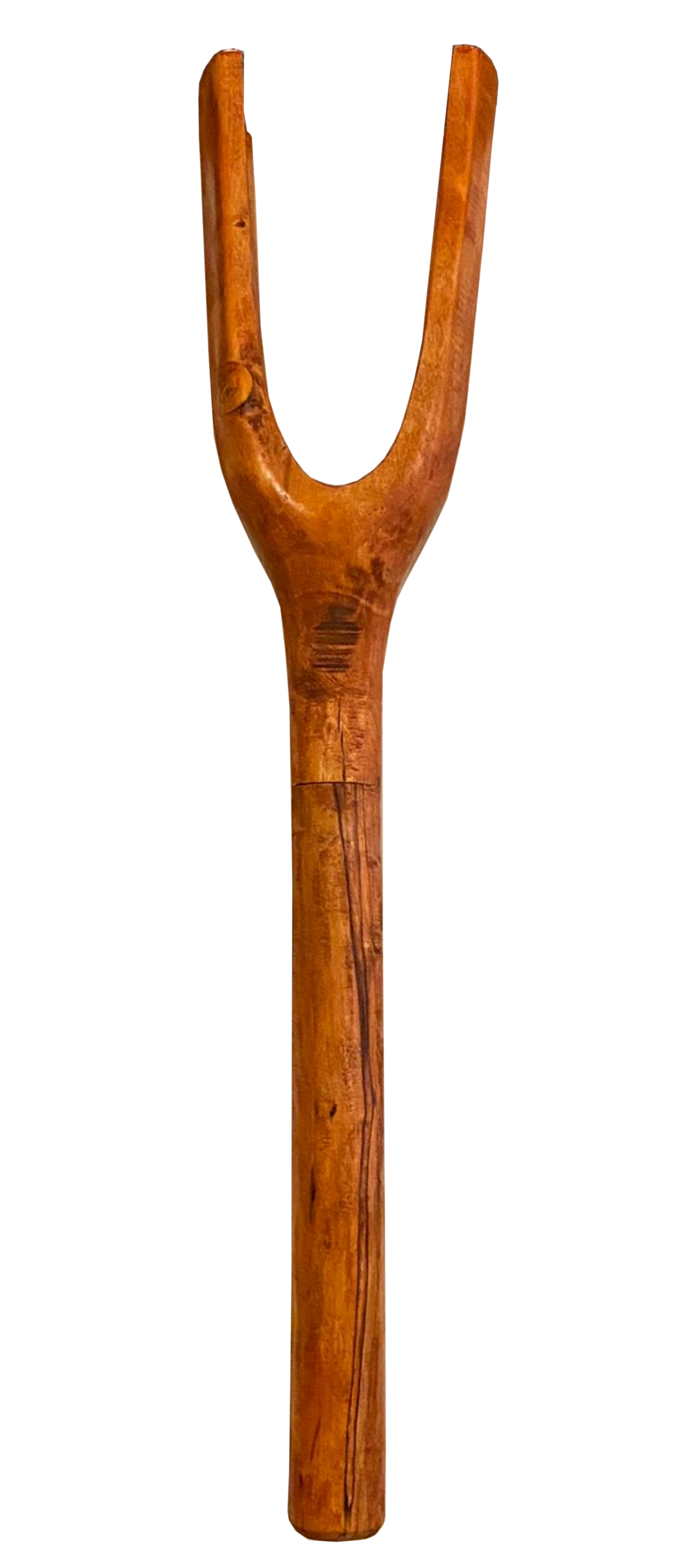
Nachbildung der von Feneberg nach seinem Reitunfall verwendeten Stelze (2023).

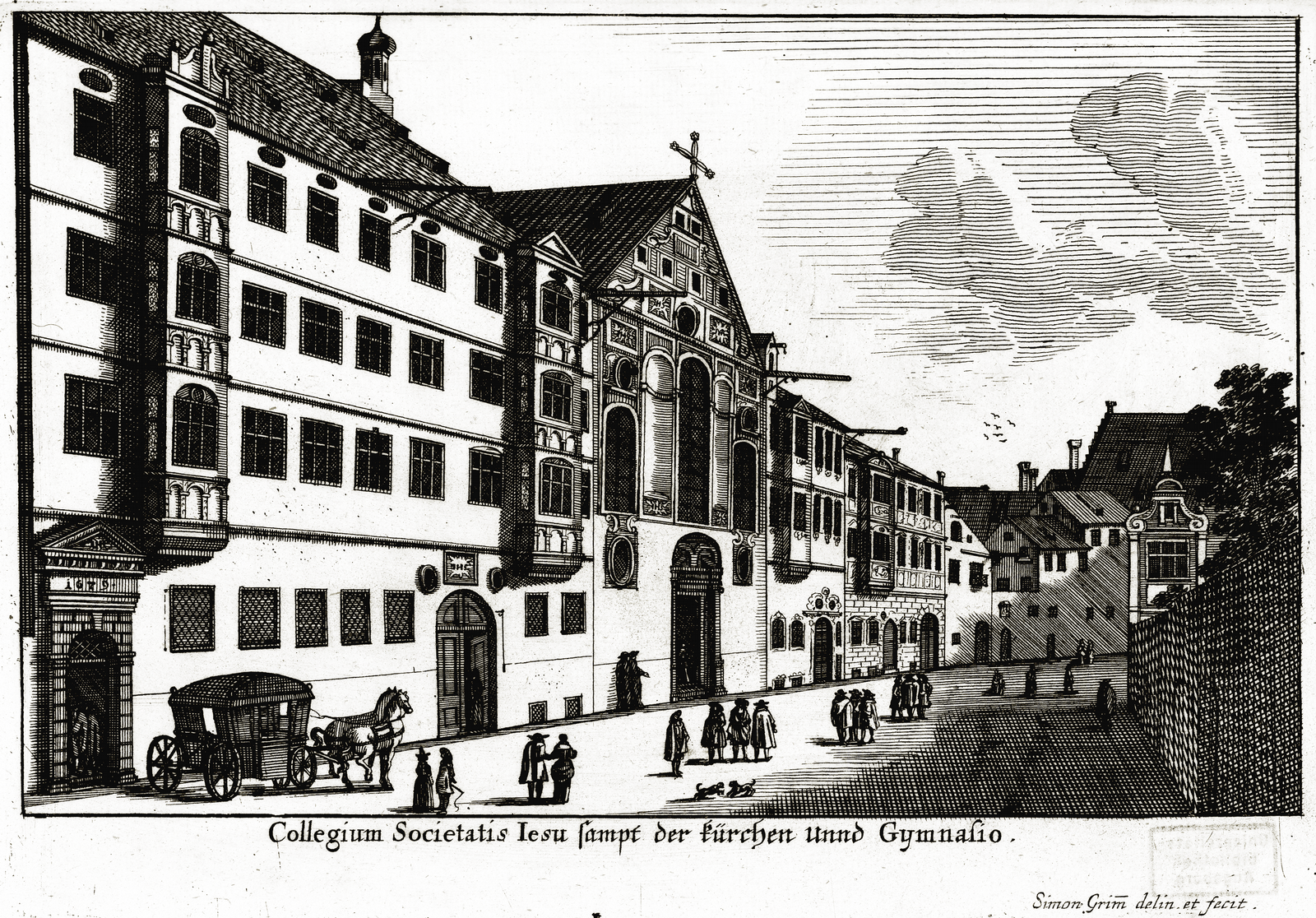
Das Augsburger Jesuitenkolleg St. Salvator im 18. Jahrhundert.

Infolge der päpstlichen Entscheidung endete die für Feneberg vorgezeichnete Laufbahn. Am 23. September 1775 wurde er von Weihbischof Adam Ernst Bernclau von Schönreuth in der Regensburger Bischofskapelle für das Bistum Augsburg zum Priester geweiht. Doch von seinem Bischof, Clemens Wenzeslaus von Sachsen, erfuhr er keine Unterstützung, anders als sein medizinisch bewanderter Halbbruder Alois von Frölich. Eine notdürftige Förderung erhielt er stattdessen durch den Beichtvater der Familie Thurn und Taxis. So wirkte Feneberg in der Folgezeit als Professor am Regensburger Gymnasium St. Paul. Zugleich übernahm er bei Aufenthalten in der Heimat das Frühmessbenefizium in Oberdorf und unterrichtete die ortsansässigen Bauernsöhne in den wissenschaftlichen Grundlagen verschiedener Disziplinen. Im Zuge dieser Tätigkeit begegnete er 1782 dem durch den Ort reisenden Papst Pius VI., der zu diplomatischen Gesprächen nach Wien und Augsburg reiste.
1785 wurde Feneberg von Fürstbischof Wenzeslaus zum Professor für Poesie an der Universität Dillingen bestellt. Somit kreuzten sich Fenebergs Wege erneut mit denen Sailers, der im Jahr zuvor von Fürstbischof Wenzeslaus zum Professor für Theologie ebendort berufen worden war. 1789 arbeitete Feneberg den ersten (Realschul-)Lehrplan im deutschsprachigen Raum überhaupt aus und kam damit dem Königsberger Schulplan Wilhelm von Humboldts knapp zwei Jahrzehnte zuvor. Wie Sailer war Feneberg in seinem theologischen Denken und pädagogischen Handeln von der Idee geprägt, den christlichen Glauben aus einer sich breitmachenden Starre zu befreien. Weiter plädierten sie dafür, die vegetativen und sensitiven Fakultäten der menschlichen Seele gegenüber der Rationalen im Zuge der Aufklärung nicht zu vernachlässigen. Folglich betrachteten sie die Spiritualität und eine lebendige Gottesbeziehung als wichtige Grundpfeiler christlicher Existenz, die angesichts eines klinisch-schematischen Rationalismus nicht zu kurz kommen dürfte. Mit dieser Haltung begaben sich Feneberg und Sailer in Opposition zur staatlichen und zur kirchlichen Hierarchie, die den Erneuerungsansätzen mit Argwohn gegenüberstand. Missliebige Amtsbrüder und universitäre Dogmatiker setzten die Einsetzung einer fürstbischöflichen Kommission durch, vor der sich Professor Feneberg am 25. April 1793 hinsichtlich seiner Lehrtätigkeit zu verteidigen hatte.

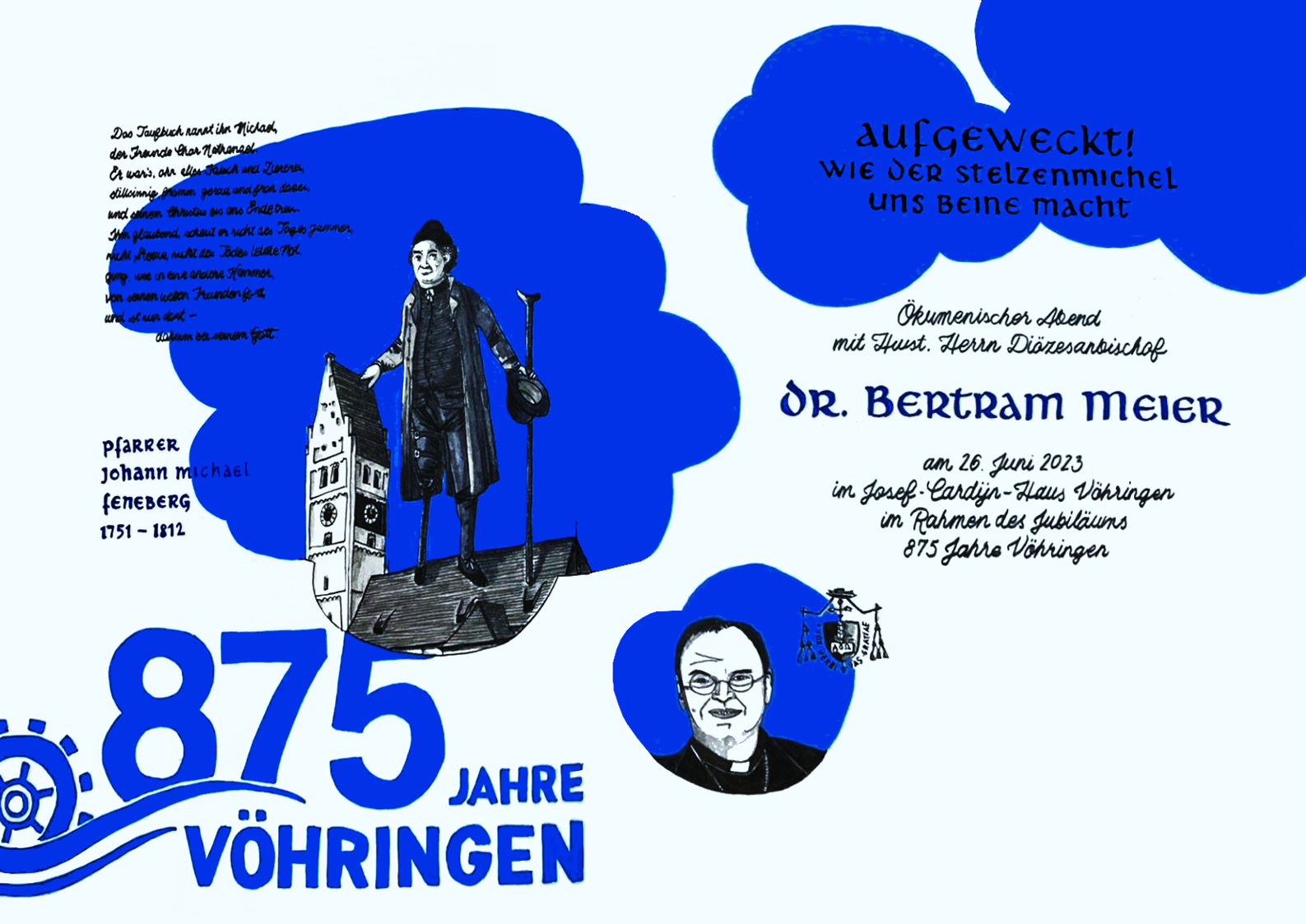
Doppelseite im Goldenen Buch der Stadt Vöhringen anlässlich eines Vortrags von Bischof Bertram Meier (2023).

Um sich selbst aus der Schusslinie zu nehmen und dem kräftezehrenden „Dunstkreis“ der Anschuldigungen zu entkommen, nahm der Gescholtene kurz darauf die Pfarrstelle in Seeg an, wo er in Zuständigkeit für knapp 2500 Gläubige die Stelle als Pfarrherr antrat. Da sein neues Tätigkeitsfeld knapp 85 Ortsteile umfasste und dezentral verwaltet werden musste, waren der neue Seelsorger und die ihm anvertrauten Pfarreimitglieder dazu angehalten, gerade an den kirchlichen Festtagen früh aufzustehen und verhältnismäßig große Strecken zurückzulegen. Kurz nach Dienstantritt stürzte Pfarrer Feneberg daher unglücklich vom Pferd, als er sich am Abend des 30. Oktober 1793 von einer Heiligen Messe in einer entlegenen Filialkirche auf den Heimweg machte. Er zog sich dabei eine offene Fraktur des Waden- und Schienbeins zu, sodass ihm der untere Teil des rechten Beines abgenommen werden musste. Sein Kaplan fertigte ihm notdürftig zwei Krücken an. Der amputierte Geistliche, der aufgrund seines in Pfronten bestellten Holzbeins im Volksmund „Stelzenmichele“ genannt wurde, versuchte auch theologisch aus seiner Not eine Tugend zu machen, indem er bemerkte, nicht mit den Füßen, sondern vielmehr mit dem Herzen Gott zu lieben: „Non pedibus diligimus deum, sed corde.“ Der ihm zur Seite gestellte Hilfsgeistliche Christoph von Schmid, ein erfolgreicher Jugendbuchautor aus Mittelfranken, der später durch das Weihnachtslied Ihr Kinderlein, kommet weltbekannt wurde, beschrieb in den Folgejahren seinen Vorgesetzten als alles andere als einen mürrischen Eigenbrötler: Pfarrer Feneberg war in seinen Augen ein in Italienisch, Französisch, Latein und Altgriechisch gebildeter (Alt-)Philologe, den ein ausgeglichenes Temperament und ein tiefer Glaube auszeichnete und der gelegentlich mit seinem Hund Skieß in den Wäldern an der Wertach zum Jagen ging.

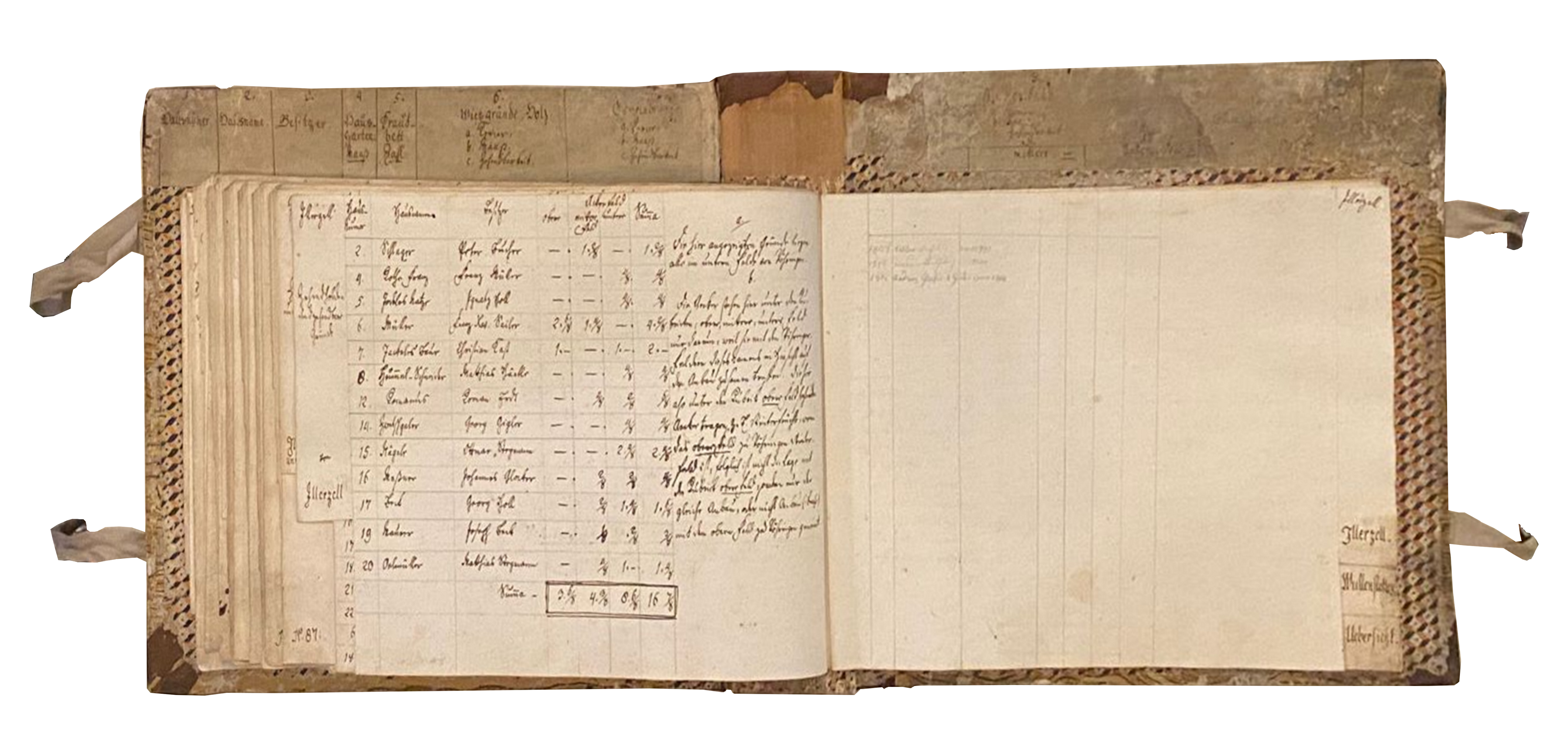
Auszug aus der Zehnt-Dokumentation Pfarrer Fenebergs für Ortschaften im Unteren Illertal (späte 1800er Jahre)

Im Advent 1796 kam es für Feneberg, der gerade vor einer zweiten Untersuchungskommission gegen ihn freigesprochen worden war, zu einem einschneidenden Erlebnis. Nachdem ihm sein ehemaliger Kaplan Martin Boos, der den Ruf genoss, seine Überzeugungen eher unkonventionell wie nicht immer unbedingt taktisch vorteilhaft zu vertreten, von sogenannten Erweckungen an seiner Stelle in Wiggensbach berichtet hatte, wollte sich der Seeger Pfarrer ein eigenes Bild machen. Daher lud er neben Kaplan Boos die beiden „erweckten“ Mägde Magdalena Fischer und Therese Erdt zu sich in den Pfarrhof, um sich gemeinsam mit Professor Sailer sowie den Hilfspriestern Xaver Bayer und Andreas Stiller ein persönliches Urteil zu bilden. Um die Authentizität der Erweckungen zu prüfen, überlegte sich Pfarrer Feneberg eine Probe: Sollte eine der Mägde die hierarchische Ordnung zum Pfarrherrn durchbrechen und ihn ohne Aufforderung mit einem christlich-geschwisterlichen Glaubenskuss begrüßen, wie er sonst in der Liturgie üblich ist, würde er die Aussagen für glaubwürdig erachten. Da das Allgäu – auch infolge der Leibeigenschaft – hierarchiehörig geprägt war, musste Feneberg selbst das Geschehen einer solchen Begrüßung für sehr unwahrscheinlich gehalten haben. Doch während Sailer, nicht zuletzt aufgrund des unhöflichen Umgangstons der beiden Mägde ihm gegenüber, zunächst skeptisch gestimmt abreiste, wurde Pfarrer Feneberg dadurch überzeugt, dass die gedanklich vorausgesetzte Prämisse tatsächlich eintrat. Johann Michael Feneberg beschreibt in den zehn Tagen bis Neujahr 1797 so insgesamt vier Erweckungsereignisse, in denen er nach eigenen Angaben mehrstündige Glückszustände verspürte. Diese Erfahrungen würden es den Erweckten ermöglichen, moralisch integer zu handeln und als „Tempel des Heiligen Geistes“ (1 Kor 6,19 ) in Übereinstimmung mit Gott zu agieren. Aus diesen Begebenheiten machte Feneberg kein öffentliches Aufsehen, benannte aber im Austausch mit Amtskollegen und in Predigten die Notwendigkeit, den christlichen Glauben nicht als einschläfernde Kulturroutine zu betrachten, sondern vielmehr eine lebendige Gottesbeziehung zu suchen. Der Pfarrhof in Seeg wurde in der Folgezeit zu einem Zentrum der Allgäuer Erweckungsbewegung, die verunglimpfend auch als „Spät-Mystizismus“ bezeichnet wurde und sich in der Gegend zwischen Pfronten und Altusried ausbreitete. Nachdem das Hochstift Augsburg durch den Reichsdeputationshauptschluss vom 25. Februar 1803 dem Kurfürstentum Bayern zugeschlagen worden war, betrachtete die bayerische Regierung die religiösen Bewegungen in Schwaben mit Argwohn, wie etwa den Zulauf von Zehntausenden von Pietisten zu den Predigten des Gundremminger Pfarrers Ignaz Lindl.

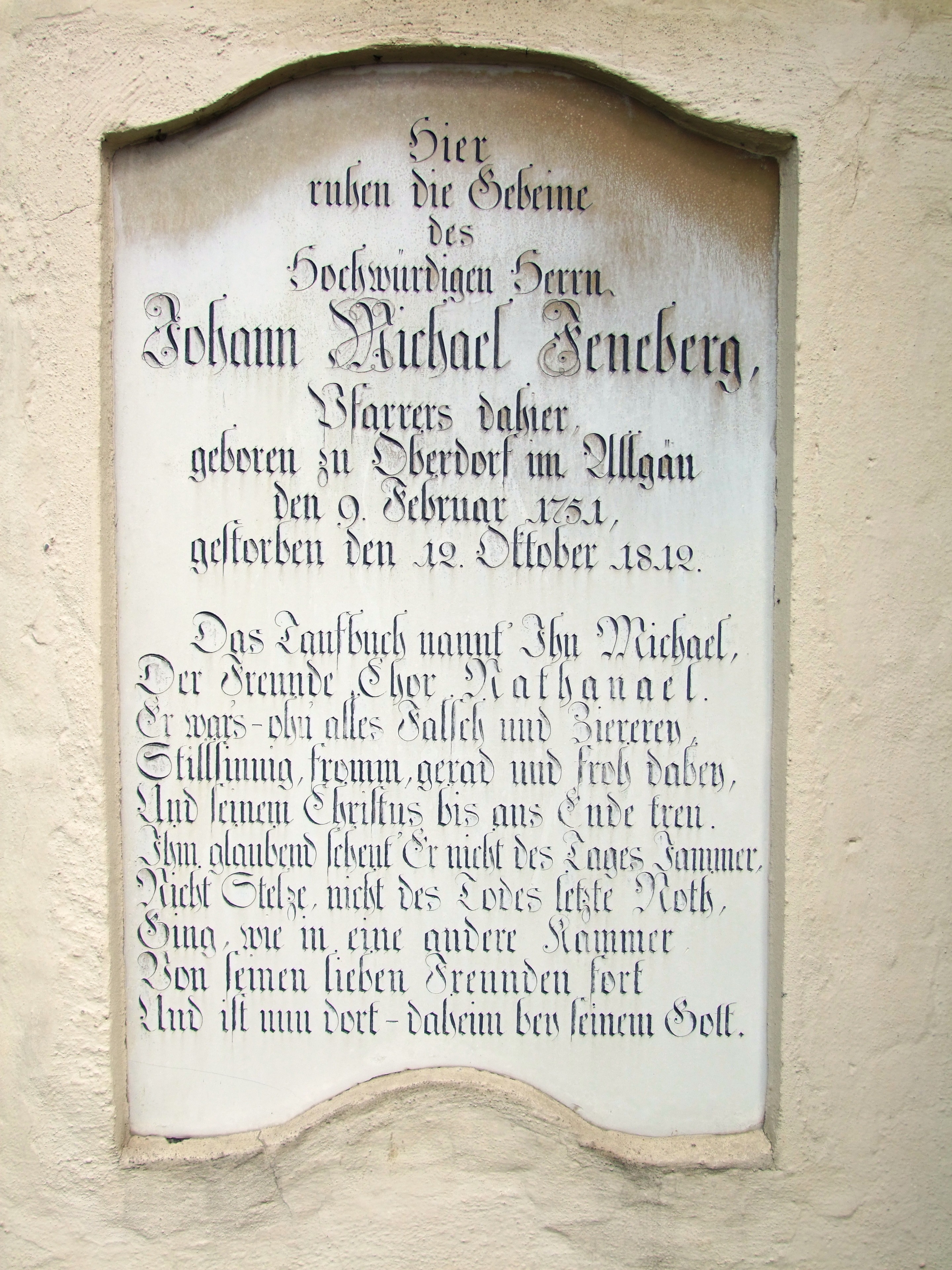
Grabplatte an der Vöhringer Marienkirche.

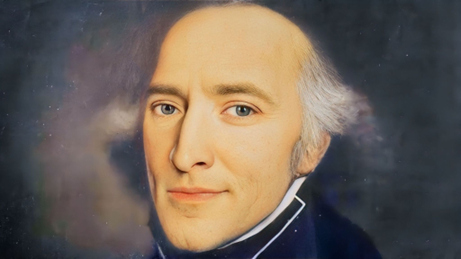
Gemälde des aus Burgau stammenden Dekans Christoph von Zwerger (1749–1830)

Zum Kreis um die Erweckten zählten neben Pfarrer Feneberg verschiedene Geistliche, darunter Kaplan Martin Boos und Fenebergs Jugendfreund Johann Michael Sailer. Zu nennen sind auch der Fugger-Erzieher Johannes Settele sowie der Priester und Russland-Missionar Johann Evangelist Goßner, der später zum Protestantismus konvertierte. Gerade der Kontakt zu Letzterem zeigt, dass Feneberg bereits eineinhalb Jahrhunderte vor der offiziellen Amtskirche den Austausch mit protestantischen Stimmen pflegte, über die er sagte: „Die Protestanten sind als Christen unsere Brüder. Sie sind Mitglieder der einen Menschheitsfamilie und als Protestanten unsere Wetzsteine“.
Nach zwölf Jahren in Seeg wechselte Feneberg im Frühjahr 1805 die Pfarrstelle, da er sich in Vöhringen ein gesicherteres Einkommen versprach. Seine neue Wirkungsstätte beschreibt er als ein Dorf mit knapp 500 Einwohnern, das einen ganz gepflegten und baulich geschlossenen Eindruck mache, der von ihm vertretenen Spiritualität allerdings nicht gerade empfänglich gegenüberstünde. Diese Skepsis teilte auch der ihm hierarchisch vorgesetzte wie hochgebildete Dekan Christoph von Zwerger (1749–1830) aus Illerberg, der eine heute in Augsburg gelagerte Bibliothek mit über 3000 Büchern führte und als Kind der Aufklärung mit übersinnlichen Phänomenen nur wenig anfangen konnte. Mit dem neuen Pfarrer in Vöhringen führte er entsprechend eine jahrelange Fehde ohne Eskalation. Vielmehr schlossen sich Pfarrer und Dekan aufgrund der äußeren Zeitumstände in einer engen Korrespondenz zusammen: Nachdem bereits ab 1793 im Zuge der Napoleonischen Großoffensive vermehrt Soldatenzüge der kaiserlichen sowie der französischen Armee die Gegend zwischen Memmingen und Ulm durchzogen hatten, sah sich Pfarrer Feneberg angesichts der Plünderungen durch die durchziehenden Soldaten dazu veranlasst, beim Nachbarspfarrer in Illerberg vorstellig zu werden und ihn um finanzielle Unterstützung aus dem Zehnt zu bitten. Beide Pfarrherren waren zwar imstande, die Soldaten aus dem Westen in ihrer Landessprache zu begrüßen, doch zahlten sie durch die Unterbringung der Heeresoberen und die Plünderung ihrer Nutztiere aus den Pfarrhöfen persönlichen Tribut. Um trotz seiner körperlichen Beeinträchtigungen den Amtspflichten als Pfarrer nachzukommen, wurde Feneberg in Vöhringen von einem Kaplan in der Seelsorge unterstützt, während sich neben der Köchin ein Knecht und eine Magd um den Hof mit zwei Pferden, vier Kühen und 30 Gänsen kümmerten. Sie sorgten für Johann Michael Fenebergs, bis er nach kurzer Amtsunfähigkeit am 12. Oktober 1812 verstarb und von Dekan Zwerger an der Südwand der Vöhringer Michaelskirche (heute Filialkirche St. Maria) beerdigt wurde.